# Hornstulls stadsdelsområde
Hornstull var namnet på ett stadsdelsområde under 1997 på Södermalm i Stockholms kommun, vilket omfattade stadsdelarna Långholmen, Reimersholme, samt ungefär Högalids församling. Stadsdelsnämnden startade sin verksamhet den 1 januari 1997 som en av 24 stadsdelsområden.
Stadsdelsområdet gick 1 januari 1999 upp i  Maria-Gamla stans stadsdelsområde i samband med att antalet stadsdelsområden minskades från 24 till 18.